# بویتسنبورگر لاند
بویتسنبورگر لاند (به آلمانی: Boitzenburger Land) یک شهر در آلمان است که در یوکرمرک واقع شده‌است. بویتسنبورگر لاند ۴٬۰۳۲ نفر جمعیت دارد.